# Sierra Nevada de Lagunas Bravas
Il Sierra Nevada de Lagunas Bravas è un complesso vulcanico che sorge sulla frontiera tra Cile e Argentina. Parte del complesso vulcanico è databile all'Olocene, ma altre parti del complesso mostrano un'attività risalente al Pleistocene. Il materiale più antico si trova in territorio argentino. Il complesso sorge in una delle regioni più remote delle Ande, questo ne ha reso lo studio molto difficoltoso. Il complesso occupa un'area di 225 chilometri quadrati. La vetta più alta supera di poco i seimila metri ed è la penultima montagna ad essere stata conquistata nelle Ande la vetta è stata raggiunta da una spedizione americana nel 2000.
In Cile esiste un altro vulcano con lo stesso nome Sierra Nevada (vulcano).